# Dekanat Łuck
Dekanat Łuck – jeden z 2 dekanatów katolickich w diecezji łuckiej na Ukrainie.

## Parafie
- Beresteczko – parafia Trójcy Przenajświętszej
- Cumań – parafia Wszystkich Świętych
- Dubiszcze – parafia św. Matki Bożej Fatimskiej i Wszystkich Św.
- Hołoby – parafia św. Michała Archanioła
- Kamień Koszyrski – par. św. Michała Archanioła i św. Antoniego
- Kiwerce – parafia Najświętszego Serca Jezusowego
- Kowel – parafia św. Anny
- Łuck – parafia katedralna św. Apostołow Piotra i Pawła
- Lubieszów – parafia św. Cyryla i Metodego
- Luboml – parafia Trójcy Przenajświętszej
- Maniewicze – parafia Przemienienia Pańskiego
- Mielnica – parafia św. Józefa Oblubieńca Najświętszej Maryi Panny
- Ołyka – parafia św. Ap. Piotra i Pawła
- Rymacze – parafia św. Izydora Oracza
- Rożyszcze – parafia Przemienienia Pańskiego
- Sokul – parafia Najświętszej Maryi Panny Wspomożycielki Wiernych
- Torczyn – parafia Trójcy Przenajświętszej i św. Jana Chrzciciela
- Uściług – parafia Matki Bożej Królowej Różańca Świętego
- Włodzimierz – parafia św. Anny
- Zaturce – parafia Trójcy Przenajświętszej

## Poprzedni dziekani
- ks. prał. Ludwik Kamilewski (1991–2000)